# Agonista (músculo)

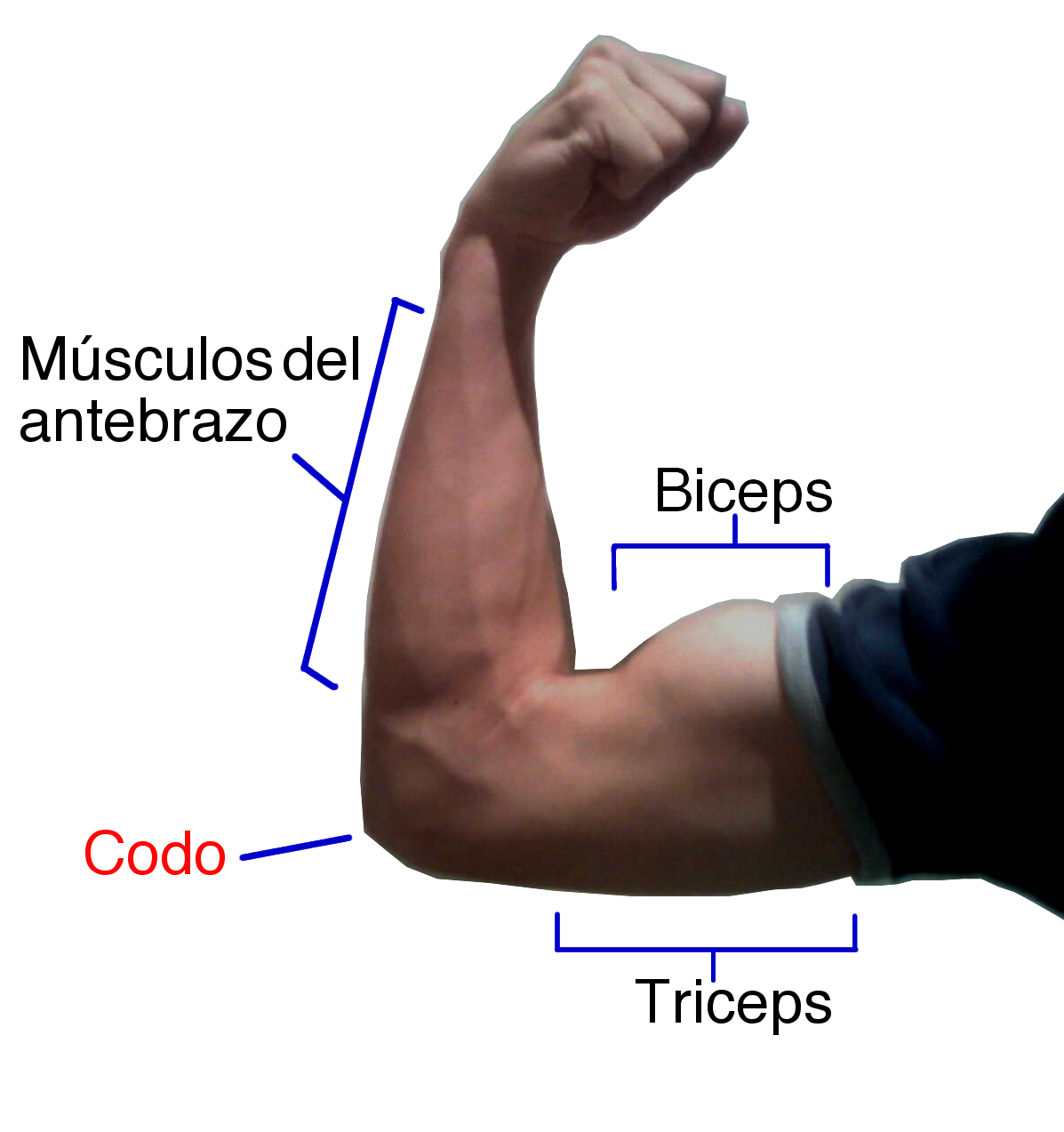
Par antagonista de bíceps e tríceps a moverem-se para fletir o cotovelo

Agonista é a classificação de um ou mais músculos responsáveis pela realização de um movimento.
Quando um músculo sofre uma contração isotônica, diz-se que ele é movente ou agonista para as ações articulares resultantes.
Exemplo é o bíceps braquial na flexão do cotovelo e supinação rádio-ulnar, e além disso, é agonista para várias ações da articulação do ombro, devido a sua inserção proximal por duas cabeças da escápula,  o tríceps braquial é o seu antagonista, músculo contrário ao movimento, que age para regular a rapidez ou a potência da ação do bíceps. Outro exemplo é o tríceps braquial que é o agonista na extensão do cotovelo, nesse movimento o bíceps braquial age como antagonista do movimento. O agonista é todo o músculo que causa o movimento, é denominado o músculo principal do movimento.